# 福田裕子
福田裕子（日语：／ Fukuda Hiroko，8月1日—），日本女編劇。

## 來歷
福田裕子畢業於光鹽女子學院、慶應義塾大學環境情報學院。她在PIA株式會社工作，但隨後在劇本中心學習，並成為編劇。
最初，她的大部分劇本都是電視劇，但後來她在廣泛的領域創作了許多電視動畫劇本。

## 參加作品
粗體字表示劇本統籌作品。

### 電視動畫
2001年
- 元氣五胞胎（編劇）

2003年
- 魔法咪路咪路（編劇）
- 偵探學園Q（編劇）
- 魔法咪路咪路Golden（編劇）

2004年
- 魔法咪路咪路Wonderful（編劇）

2005年
- 魔法咪路咪路Charming（編劇）

2006年
- 花漾明星KIRARIN（編劇）

2007年
- 旋風管家（編劇）

2008年
- 花漾明星KIRARIN STAGE3（編劇）
- 楚楚可憐超能少女組（編劇）

2009年
- 戀愛班長（編劇）
- 四葉遊戲（編劇）
- 企鵝找麻煩（編劇）
- 肯普法（編劇）

2010年
- 企鵝找麻煩Max（編劇）
- 料理偶像（編劇）
- （編劇）

2011年
- 肯普法 für die Liebe（編劇）

2012年
- 星光少女 美夢成真（編劇）

2013年
- 野獸傳奇（編劇）
- 小小三兄妹（日语：パッコロリン）（編劇）
- 寶石寵物 Happiness（編劇）

2014年
- 星光樂園（編劇）
- 流浪神差（編劇）

2015年
- 寶石寵物 魔法變身（編劇）
- 御神樂學園組曲（編劇）
- 交給你了！奇蹟貓團（日语：おまかせ!みらくるキャット団）（編劇）
- 流浪神差 ARAGOTO（編劇）

2016年
- 少年阿貝GO！GO！小芝麻（日语：少年アシベ）（編劇）
- 超能旺達（編劇、迷你動畫全話編劇）
- 飛翔的魔女（編劇）

2017年
- 烏菈菈迷路帖（編劇）
- MARGINAL#4從KISS開始創造的BigBang（編劇）
- 偶像時間星光樂園（編劇）
- 樂高好朋友 (無線電視版)（英语：Lego Friends）（腳色）
- 水嫩小嘰!!（日语：プリプリちぃちゃん!!）（編劇）

2018年
- 我家的烏丘帕斯（日语：うちのウッチョパス）（編劇）
- 星光頻道（編劇）
- 藍海少女！ ～Advance～（編劇）
- 三次元女友（編劇）

2019年
- 同居人時而在腿上，時而跑到腦袋上。（編劇）
- 女高中生的虛度日常（編劇）
- 擅長捉弄人的高木同學2（編劇）
- 普通攻擊是全體二連擊，這樣的媽媽你喜歡嗎？（編劇）
- 異世界超能魔術師（編劇）
- 奔奔小飛車（日语：エッグカー）（編劇）
- 刺客守則（編劇）

2020年
- 成群結伴！西頓學園（編劇）
- （編劇）

2021年
- 雪雪雪 雪糕君（編劇）
- 大正處女御伽話（編劇）
- 真白之音（編劇）

2022年
- 擅長捉弄人的高木同學3（編劇）
- 勇者、辭職不幹了（編劇）
- 菜鳥鍊金術師開店營業中（編劇）

2023年
- 傲嬌反派千金莉潔洛特與實況主遠藤同學及解說員小林同學（編劇）
- 位於戀愛光譜極端的我們[4]（編劇）
- 米奇與達利 惡童物語（編劇）
- 靠著魔法藥水在異世界活下去！（編劇）

2024年
- 軟軟噗尼寵物小精靈 噗尼2（日语：ぷにるんず）（編劇）

2025年
- 平凡上班族到異世界當上了四天王的故事[5]（編劇）
- 靈異教師神眉 (2025年版)（編劇）

### 電影動畫
2018年
- 劇場版 劇場版 星光樂園&星光頻道 ～閃耀紀念LIVE～（編劇）

2022年
- 劇場版 擅長捉弄人的高木同學（構成、編劇）

2023年
- i☆Ris the Movie -Full Energy!!-（編劇）

### OVA
2011年
- 公主辣妹★樂園（日语：姫ギャルパラダイス）（編劇）
- 型男戀愛王國（編劇）
- 魔法巧克力專門店（日语：ショコラの魔法#OVA）（編劇）

2014年
- 流浪神差（OAD）（全話編劇）

### 網路動畫
2017年
- （編劇）

2022年
- IDOL LAND 星光樂園（編劇）
- 浪漫殺手（編劇）

### 電視劇
2001年
- 快樂幼稚園（日语：たのしい幼稚園 (テレビドラマ)）（編劇）
- OL波麗士（編劇）

2002年
- 偵探家族（日语：探偵家族）（編劇）
- 手機刑警錢形愛（編劇）

2003年
- （編劇）
- 戀愛星期天 (First Series)（日语：恋する日曜日）（編劇）

2004年
- 五胞胎6（日语：大好き!五つ子）
- 手機刑警錢形淚
- 手機刑警錢形零

2005年
- 五胞胎Go!!（編劇）
- （編劇）

2007年
- 母親失格（日语：母親失格）（編劇）

2008年
- 安宅一家人（日语：安宅家の人々#テレビドラマ（2008年））（編劇）

2012年
- 有七大敵人！ ～媽媽們的PTA奮鬥記～（日语：七人の敵がいる）（編劇）

2022年
- [注 1]（編劇[6]）

### 音樂劇、活動
- （2005年，編劇）
- 瑪莉亞的凝望 私立莉莉安女子學園畢業典禮活動（2015年）
- 小小三兄妹（日语：パッコロリン） 迷你舞台秀「小小三兄妹音樂團♪」（2015年）
- NonSugar 特別活動 by 星光樂園（2021年，朗讀劇編劇[7]）
- DressingPafé 特別活動「Dressing Ready Show!!」 by 星光樂園（2022年，晨間朗讀劇編劇[8]）
- IDOL LAND 星光樂園「唯的Yume Yume虛擬直播 ～偶像們的沙灘延長賽！～」（2023年）[9]

### 作詞
- （2012年，《有七大敵人！ ～媽媽們的PTA奮鬥記～（日语：七人の敵がいる）》劇中歌）
- （2015年，《小小三兄妹（日语：パッコロリン）》劇中歌）
- （2016年，《超能旺達》片尾主題曲）
- （2016年，《超能旺達》插入歌）
- （2017年，《樂高好朋友 (無線電視版)（英语：Lego Friends）》主題歌）

### 小說
- 魔法☆小惡魔 ～真央與小恐龍與冰之王國～（日语：ちび☆デビ!）（2014年，〈小學館Jr.文庫〉 ISBN 978-4-09-230770-4)
- （2014年，〈小學館Jr.文庫〉 ISBN 978-4-09-230763-6）
- 星光樂園（2015年，〈Ciao Novels〉 ISBN 978-4-09-289575-1）
- 交給你了！奇蹟貓團 ～瑪米塔斯、奇蹟跑者～（日语：おまかせ!みらくるキャット団）（2015年，〈小學館Jr.文庫〉 ISBN 978-4-09-230831-2）
- （2018年，〈角川翼文庫（日语：角川つばさ文庫）〉 ISBN 978-4-04-631756-8）
- （2018年，〈角川翼文庫〉 ISBN 978-4-04-631820-6）
- （2020年，〈角川翼文庫〉 ISBN 978-4-04-631965-4）—作：清少納言
- （2022年，〈角川翼文庫〉 ISBN 978-4-04-632093-3）—監修：高橋幸子（日语：高橋幸子 (産婦人科医)）

### 漫畫原作
- （2017年，原作、構成[10]）

## 腳註

## 相關項目
- 日本小說家列表（日语：日本の小説家一覧）

## 外部連結
- 福田裕子的X（前Twitter） （日語）